# İkinci Səmədxanlı
İkinci Səmədxanlı è un comune dell'Azerbaigian situato nel distretto di Masallı.   